# Telecentro

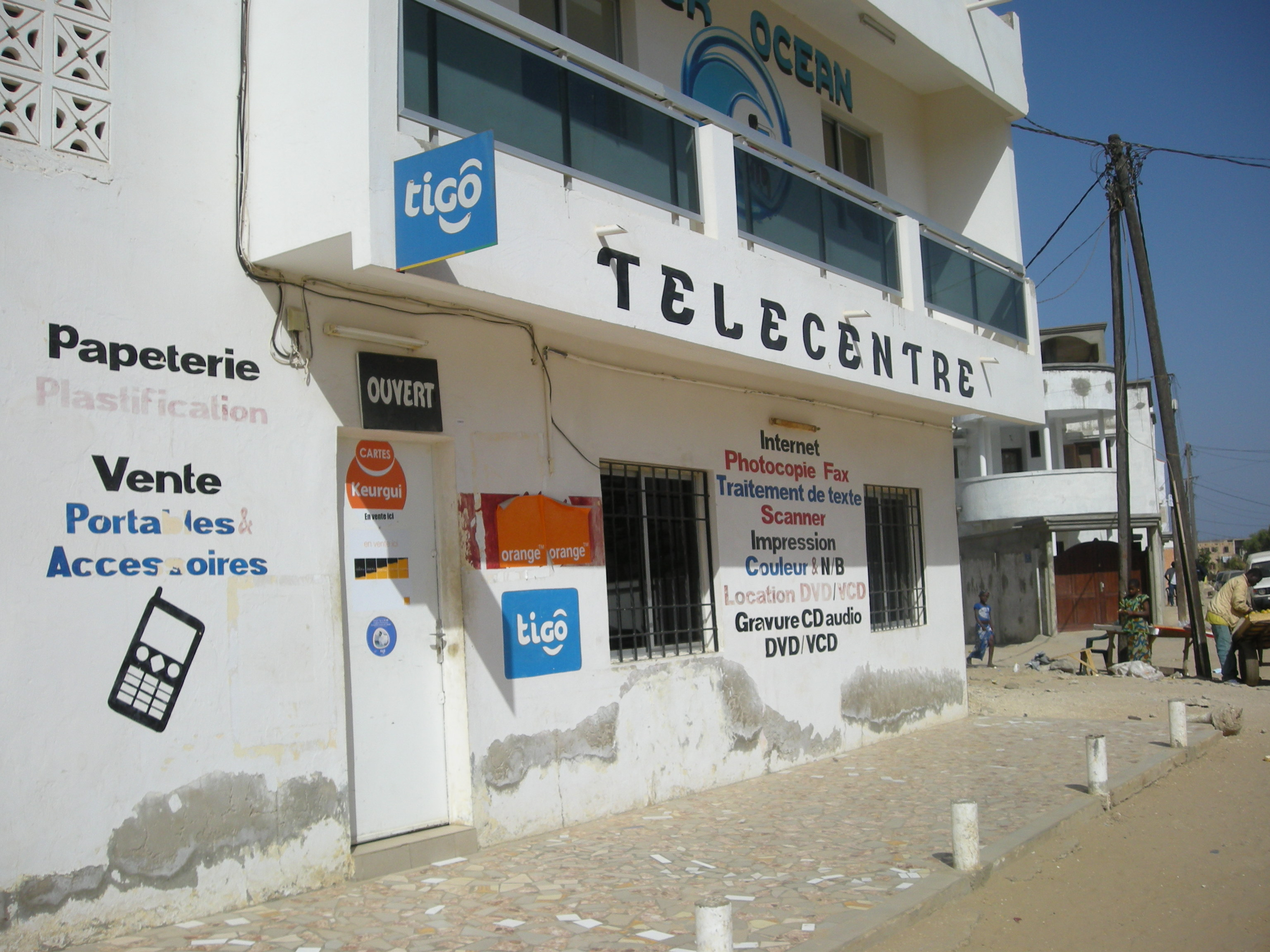
Edifício de Telecentro no Senegal

Um Telecentro é um espaço público que oferece acesso a microcomputadores, Internet e outras tecnologias digitais, permitindo que as pessoas coletem informações, criem, aprendam e se comuniquem. Esses centros são projetados para ajudar os indivíduos a desenvolver habilidades digitais essenciais para o século XXI. De acordo com Darelli (2003), um telecentro é um "Centro de atendimento coletivo que oferece serviços, em regime de parcerias, aos diversos segmentos da sociedade da área urbana e da área rural, utilizando facilidades de telecomunicações e de informática e atuando como agente de desenvolvimento econômico, político e sociocultural."  
Embora os telecentros possam variar em suas características, todos compartilham o objetivo comum de utilizar tecnologias computacionais para favorecer o desenvolvimento comunitário, econômico, educacional e social.

## História e evolução dos Telecentros
A origem da ideia do modelo de Telecentro surgiu primeiramente nos países nórdicos como Dinamarca, Suécia, Noruega e Finlândia, em meados dos anos 80, quando foi inaugurado o primeiro Telecentro na Suécia, e eram chamados de Centros de Telesserviço Comunitários - CTSC (Community Teleservice Center)  . Esses centros rapidamente se espalharam por esses países que, em 1991, já contavam com mais de 100 unidades espalhadas por seus territórios, localizadas normalmente em zonas e comunidades geograficamente e/ou socialmente remotas .  
Os telecentros não ficaram restritos aos países europeus ou norte-americanos. Assim como no resto do mundo, América Latina e Caribe viram nas tecnologias da informação uma grande oportunidade para o desenvolvimento humano e com isso foram fundados diversos telecentros comunitários nessas regiões, surgindo inclusive o projeto Rede de Telecentros da América  Latina e do Caribe  (TELELAC), impulsionado  pela  Fundación Chasquinet e apoiado pelo Centro Internacional de Investigação para o Desenvolvimento (IDRC  -  CIID) .

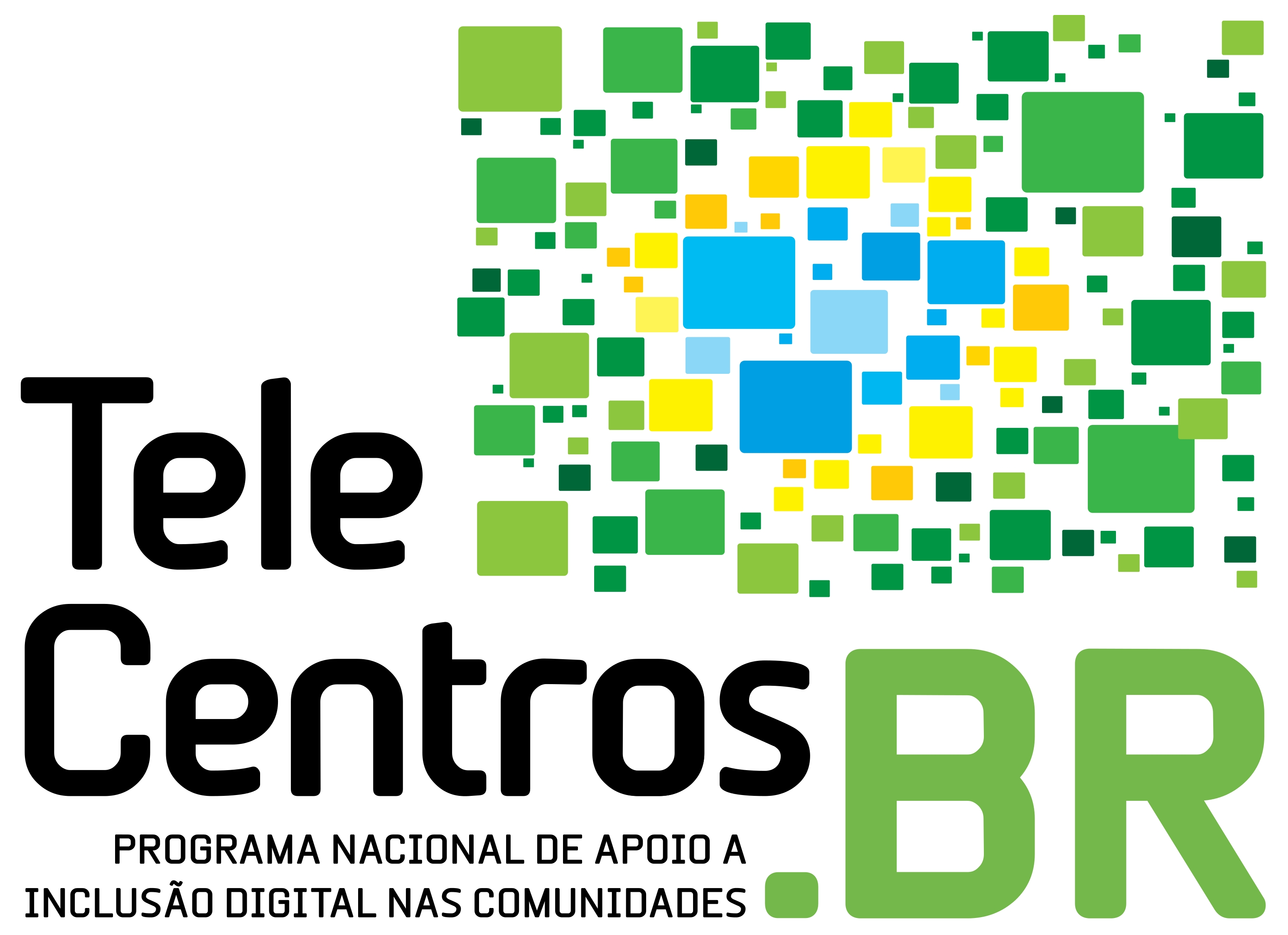
Logotipo do Telecentros.BR, programa do Governo Federal, realizado entre 2010 e 2013

No Brasil, o primeiro Telecentro do país foi também o primeiro Telecentro da América Latina. Inaugurado em 1992, o Telecentro da cidade de Brusque, Santa Catarina, foi um dos primeiros projetos de inclusão digital do Governo Federal . O projeto foi chamado de TELECENTRO/Brusque, sendo responsáveis por ele as empresas TELEBRÁS e TELESC.   
Em 2002 foi iniciado o Programa de Governo Eletrônico Serviço de Atendimento ao Cidadão (GESAC). Este programa busca oferecer conectividade em banda larga para telecentros, escolas, bibliotecas, unidades de saúde e outros espaços públicos. O GESAC é crucial para a sustentabilidade dos telecentros, garantindo acesso contínuo à internet.   
Dez anos depois do primeiro telecentro do Brasil, foi criada na cidade de São Paulo a maior rede pública de telecentros do país com o Programa Telecentros. O programa teve duração entre os anos de 2001 e 2018, a partir da criação da Secretaria Municipal de Comunicação e Informação Social na pasta da Coordenação Geral de Governo Eletrônico, no governo de Marta Suplicy . O programa levaria os telecentros para bairros com baixos índices de Desenvolvimento Humano (IDH), com o objetivo de incentivar o desenvolvimento local. Com isso, a primeira unidade desse espaço foi inaugurada, a partir do Programa Telecentros, no bairro de Cidade Tiradentes, localizado na periferia do extremo leste de São Paulo, em julho de 2001.    
O Programa Telecentro se encontra no plano de metas 2021-2024 da prefeitura de São Paulo "com o objetivo estratégico de assegurar o acesso à internet como direito fundamental, promover a inclusão digital e a expansão da economia criativa na cidade" . Esse plano tem como um de seus objetivos capacitar 300 mil cidadãos em cursos voltados à inclusão digital . O que mostra a importância desse tipo de espaço ainda atualmente.   

## Características
Telecentros ajudam a reduzir o isolamento, diminuir distâncias, promover questões de saúde, criar oportunidades econômicas e promover a inclusão digital. Esses centros são usados para desenvolver diversos projetos e oficinas que atendem aos interesses e necessidades das comunidades. 
Telecentros estão presentes em praticamente todos os países, muitas vezes com diferentes denominações, como vilas do conhecimento, infocentros, centros comunitários de tecnologia (CCTs), centros comunitários de multimídia (CCMs), Telecentros Multifuncionais da Comunidade (TMCs) ou telecentros escolares.  Eles podem ser operados por organizações sem fins lucrativos, empreendedores sociais, organizações não-governamentais, organizações governamentais ou por meio de doações. 
Os principais objetivos dos telecentros incluem:
- Inclusão Digital: proporcionar acesso à internet e a recursos de Tecnologias da Informação e Comunicação (TIC) para pessoas sem acesso a essas ferramentas.
- Educação e Capacitação: oferecer cursos e treinamentos para melhorar as habilidades tecnológicas dos usuários, tornando-os mais competitivos no mercado de trabalho.
- Desenvolvimento Comunitário: promover o desenvolvimento econômico e social das comunidades, oferecendo serviços digitais que podem melhorar a qualidade de vida e abrir novas oportunidades.
- Participação Social: facilitar o acesso à informação e à participação em processos democráticos, fortalecendo a cidadania ativa. [2]

Os telecentros atuam como importantes agentes de transformação, contribuindo para o desenvolvimento econômico, político e sociocultural das comunidades onde estão inseridos.

## Impactos

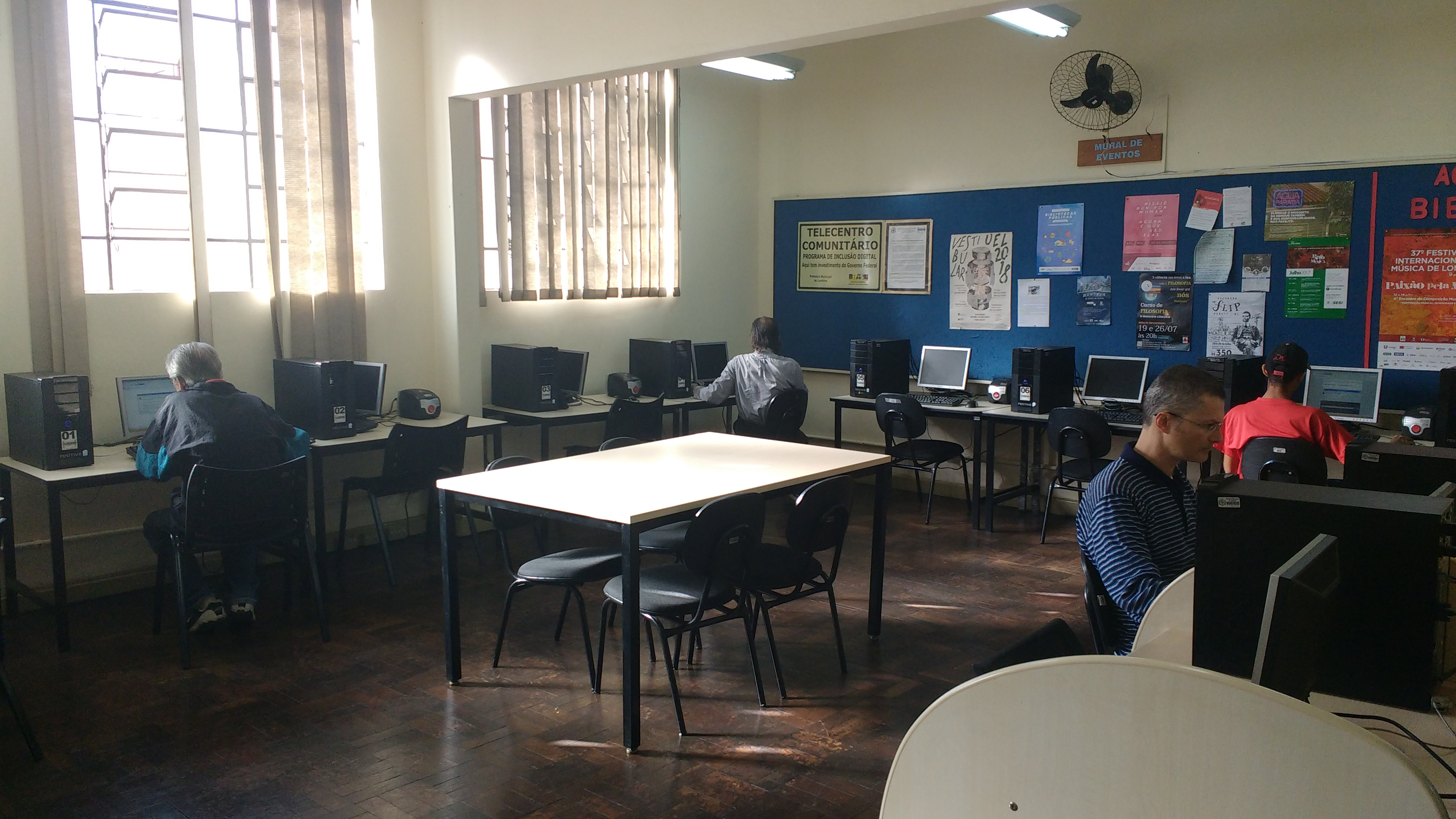
Telecentro Comunitário da Biblioteca Pública Municipal de Londrina

Os telecentros desempenham um papel crucial na inclusão digital e na formação tecnológica no Brasil, conforme evidenciado pela pesquisa TIC Centros Públicos de Acesso 2019, realizada pelo Comitê Gestor da Internet no Brasil (CGI.br) e pelo Centro Regional de Estudos para o Desenvolvimento da Sociedade da Informação (Cetic.br). Esses espaços oferecem acesso gratuito à Internet e dispositivos eletrônicos, com destaque para a oferta de cursos relacionados ao uso de computadores e da Internet, representando 55% e 50% dos centros, respectivamente. Além de fornecer formação em tecnologia, os telecentros atuam como centros comunitários de apoio, especialmente em áreas rurais e entre populações sem acesso doméstico à rede. A pesquisa revela que a maioria dos telecentros são situados em instituições de educação e cultura, como escolas e bibliotecas, e que a qualidade da conexão à Internet tem melhorado significativamente desde a edição anterior do estudo, com um aumento na disponibilidade de conexões via cabo e fibra óptica. Essas melhorias são fundamentais para ampliar o acesso às tecnologias da informação e promover a capacitação digital das comunidades locais.

### Impacto observado do Telecentro Chico Mendes
O estudo "Impacto social de telecentro próximo à biblioteca comunitária sob a ótica do beneficiário: o caso Chico Mendes" analisou o impacto do telecentro e da biblioteca comunitária Chico Mendes, em Porto Alegre, RS, na inclusão social dos beneficiários. A pesquisa, baseada em entrevistas estruturadas, destacou que a proximidade entre o telecentro e a biblioteca facilita o uso de ambos pelos usuários e promove maior inclusão social. Os beneficiários percebem esses espaços como locais de integração, socialização e valorização pessoal. A existência conjunta dessas estruturas potencializa o aprendizado e a alfabetização digital, contribuindo para reduzir a exclusão digital e social na comunidade.

## Desafios e Perspectivas Futuras
Como sabemos, telecentros surgiram como ferramenta e medida crucial para inclusão digital, proporcionando acesso a tecnologias, inovações e informação. Entretanto, com as crescentes e rápidas mudanças tanto sociais quanto tecnológicas, essas iniciativas passaram a enfrentar diversos desafios que exigem constantes inovações no modelo da ideia. Iremos analisar alguns dos principais obstáculos que os telecentros buscam superar e projeções para um futuro almejado.
Principais Desafios:
- Sustentabilidade: hoje, enfrentamos uma imensa dificuldade em manter os telecentros em funcionamento. Isso se dá, principalmente, a falta de investimento contínuo e de interesse por este segmento, o que dificulta a aquisição de equipamentos, softwares e pessoas qualificadas para operar estas iniciativas.
- Relevância: em um mundo onde os dispositivos móveis, como smartphone e tablets dominam o cenário da globalização, com acesso fácil, rápido e personalizado a internet, os equipamentos mais robustos tornam-se cada vez mais objetos de prioridade secundária na vida da população mundial.
- Desigualdade Digital: constatamos que somente o acesso físico a tecnologias não garante uma inclusão digital completa e eficiente. Para isso precisamos do oferecimento de suporte aos usuários inexperientes e iniciantes.
- Falta de Qualificação: como ponto de ligação de todos os desafios, nos deparamos com a escassez de profissionais qualificados e disposto para atender todas essas demandas.

Perspectivas Futuras:
- Adaptação às novas Tecnologias: visto que, a evolução tecnológica é constante e ligeira necessita-se de adaptação à essas novas inovações, como a inteligência artificial, realidade virtual , internet das coisas, entre algumas outras.
- Inclusão Efetiva: a ampliação do conceito de inclusão digital é de extrema importância para a alta capacitação digital, desenvolvendo habilidades mais avançadas, especialidades e até mesmo voltadas ao mercado de trabalho.
- Parcerias Estratégicas: parcerias públicas e privadas são essenciais para a garantia dos recursos financeiros, tecnológicos e humanos nestes serviços. O investimento é um dos principais desafios a serem superados.
- Modelos de Negócio Inovador: modelos sustentáveis que exploram novas fontes de receita e serviços personalizados configuram-se como um ótimo artifício para a manutenção dos telecentros atualmente.

Perspectivas:
- Telecentros como Hubs Comunitários: o projeto de telecentros como hubs comunitários pode transformar esses espaços em locais multifuncionais com uma diversidade de serviços, tais como coworking, bibliotecas digitais e centros de treinamento profissionalizantes. Planos como estes podem revolucionar a forma como os telecentros são visto pela população.
- Políticas Publicas de Integração: a articulação de ações com outras políticas publicas, como educação, trabalho e desenvolvimento garantiria a expansão das ideias destes telecentros para além de ambientes limitados.
- Telecentros Móveis e Virtuais: expandir os serviços dos telecentros para âmbitos móveis e plataformas digitais tornam-se possíveis e de grande eficiência para ampliar o alcance e a acessibilidade destes recursos.

### Conclusão
Telecentros, apesar de enfrentarem grandes desafios e barreiras, continuam configurando-se como espaços estratégicos e inclusivos tanto digitalmente quando socialmente. É de fundamental importância a adaptação às novas demandas da sociedade e dos negócios. Estratégias inovadoras e futuristas podem tornar os telecentros verdadeiros agentes de transformação social. 